# 吉氏細鋤蛇鰻
吉氏細鋤蛇鰻，為輻鰭魚綱鰻鱺目糯鰻亞目蛇鰻科的其中一種，分布於亞洲新幾內亞北部的淡水流域，體長可達15.3公分，棲息在底層水域，屬肉食性，生活習性不明。

## 擴展閱讀
維基物種上的相關：吉氏細鋤蛇鰻